# イデユウシノシタ
イデユウシノシタ(Symphurus thermophilus)はウシノシタの一種。西部太平洋に分布する。カレイ目として唯一熱水噴出孔のみに生息し、高濃度の硫黄や高温などに耐えることができる。形態的には他のアズマガレイ属に類似し、熱水噴出孔への適応は比較的最近のことだと考えられる。
最初に観察されたのは1988年で、新種と認められるまではアズマガレイ(Symphurus orientalis)とされていた。種小名thermophilusは古代ギリシャ語thermos（熱）、philos（好む）に由来し、熱水噴出孔に生息することに因んだものである。

## 分布
西部太平洋に不連続に分布し、小笠原諸島付近の海形海山・ニュージーランド北部、ケルマデック島弧のRumble 3・マコーレー島、南硫黄島付近の日光海山・中部沖縄トラフの南奄西海丘・マリアナ島弧の第2春日海山・大黒海山、トンガ島弧のVolcano-1 Seamount・Volcano-2 Seamountで確認されている。他の熱水噴出孔にも生息する可能性がある。

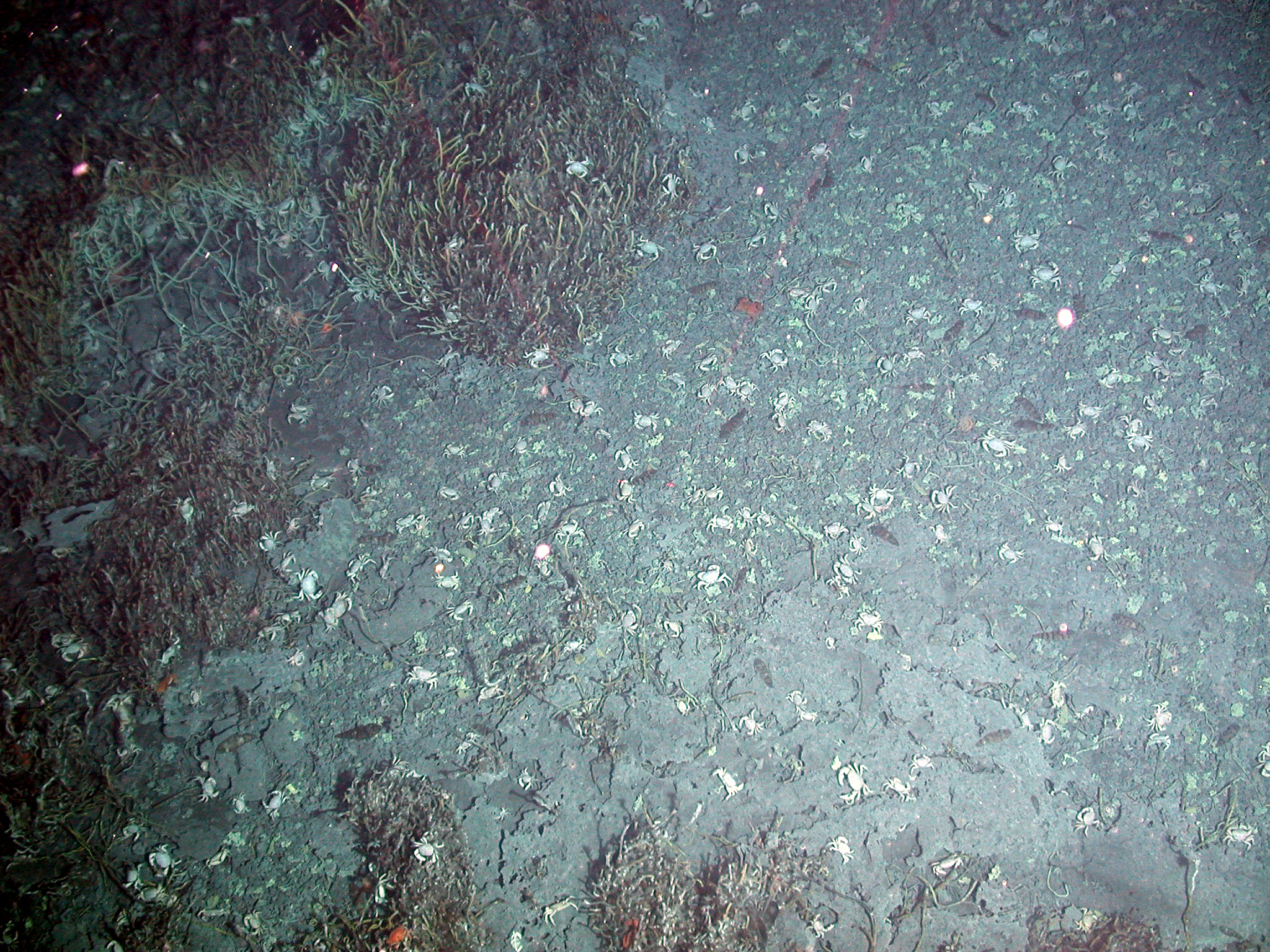
硫黄塊の上の本種とユノハナガニ。日光海山で撮影。

深度239-733mの熱水噴出孔で見られるが、通常は300-400m。成魚・幼魚は同所に生息する。魚類には珍しく硫黄が豊富な場所を好み、垂直な硫黄の壁、凝固したばかりの硫黄の上などで観察される。187℃の溶融硫黄に浮かぶ硫黄の小塊に乗っていた例もある。
普通のカレイは細かい堆積物に埋まることを好むが、本種は礫底や岩の上を好む。海形海山では19-22℃の水が湧き上がる粗い砂底に生息する。南奄西海丘では白い堆積物上に見られ、水温は周囲より5-10℃高い。第2春日海山では礫底やバイオフィルム上で見られる。
生息地での密度は非常に高く、熱水噴出孔性の脊椎動物としては最も多い。海形海山では多数の個体が積み重なる姿が観察されている。大黒海山では1m2あたり392個体の記録があり、これはカレイ類としては最も高い生息密度である。

## 形態

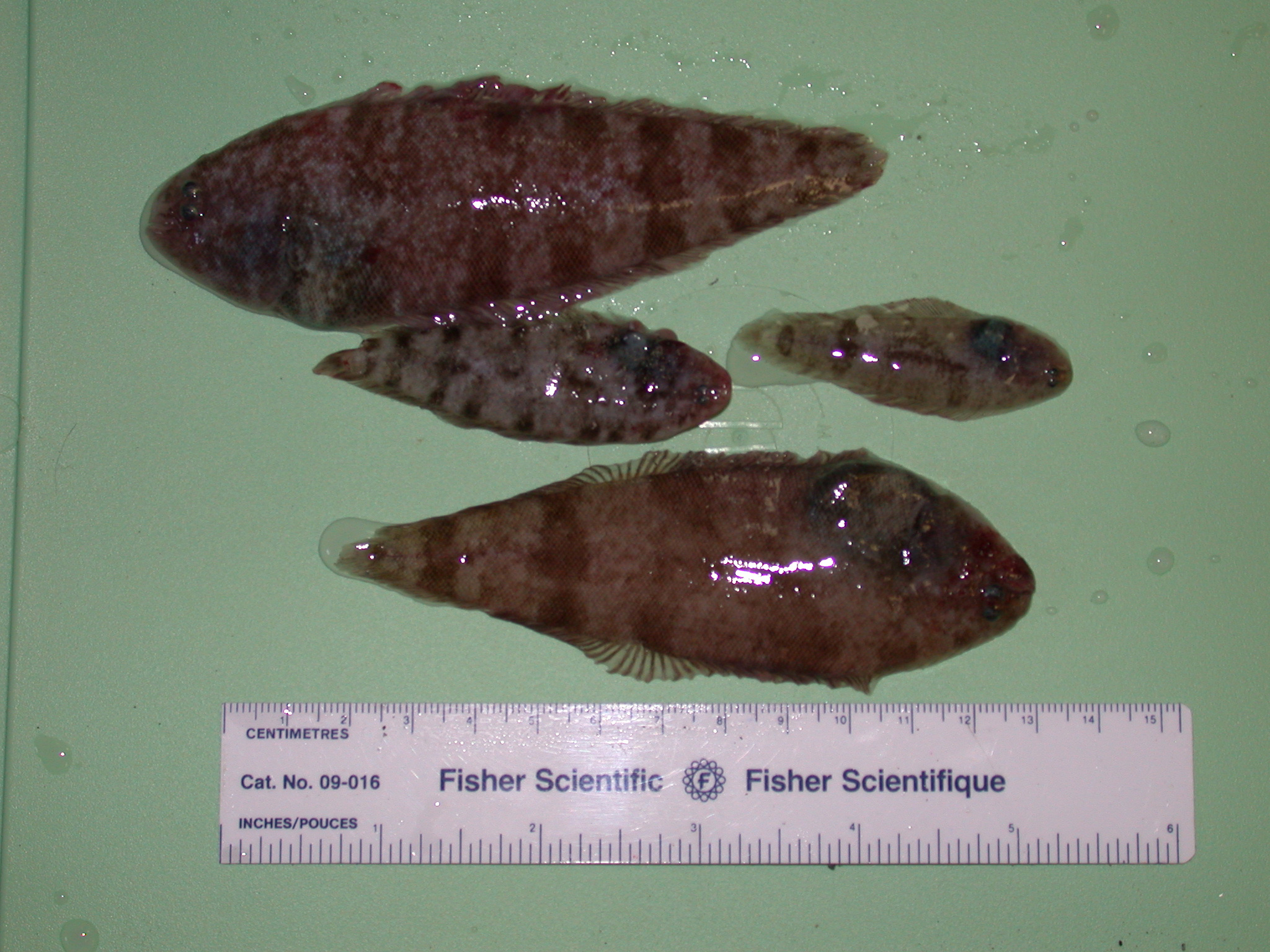
日光海山産の4個体。

他のウシノシタのように背鰭・尾鰭・臀鰭は連続する。眼は丸くて大きく、体の左側が有眼側である。胸鰭・側線・左腹鰭はない。頭部は比較的長く、吻は丸い。顎は大きくて弧を描く。両顎とも無眼側歯列は4-5、有眼側歯列は上顎で2-3・下顎で1。歯は鋭く内側を向き、無眼側の方が発達する。
他のアズマガレイ属魚類に比べ幅広い。背鰭は眼の上から始まり88-94軟条。背鰭の担鰭骨と神経棘は1-2-2-2-2という嵌合パターンを示す。腹鰭は長く4軟条、付け根は繊細な膜になっている。臀鰭は74-80軟条、尾鰭は比較的長く14軟条。鱗は小さく、明確な櫛鱗であり、横に47-56列、縦に100-112列。
有眼側は褐色から暗褐色、不規則な黒い模様と白い斑点があり、5-8本の黒い横縞がある。稀に、体中心線に沿って1-2個の白い点がある。腹腔の2/3程度が白い個体もおり、青緑の濃淡や黒の縁取りがある場合もある。鰓孔は他の部分より色が暗い。鰭条の根元は暗く、先端は明るくなり、尾鰭基部には不規則な黒い斑点がある。無眼側は白く、メラノフォアが散らばる。
最大で雄は8.7cm、雌は11.2cm。日光海山の個体は第2春日・大黒海山の個体の2倍である。これは日光海山の生物生産力が高い、あるいは第2春日・大黒海山に分布を広げたのが最近であることを意味する可能性がある。

## 生態

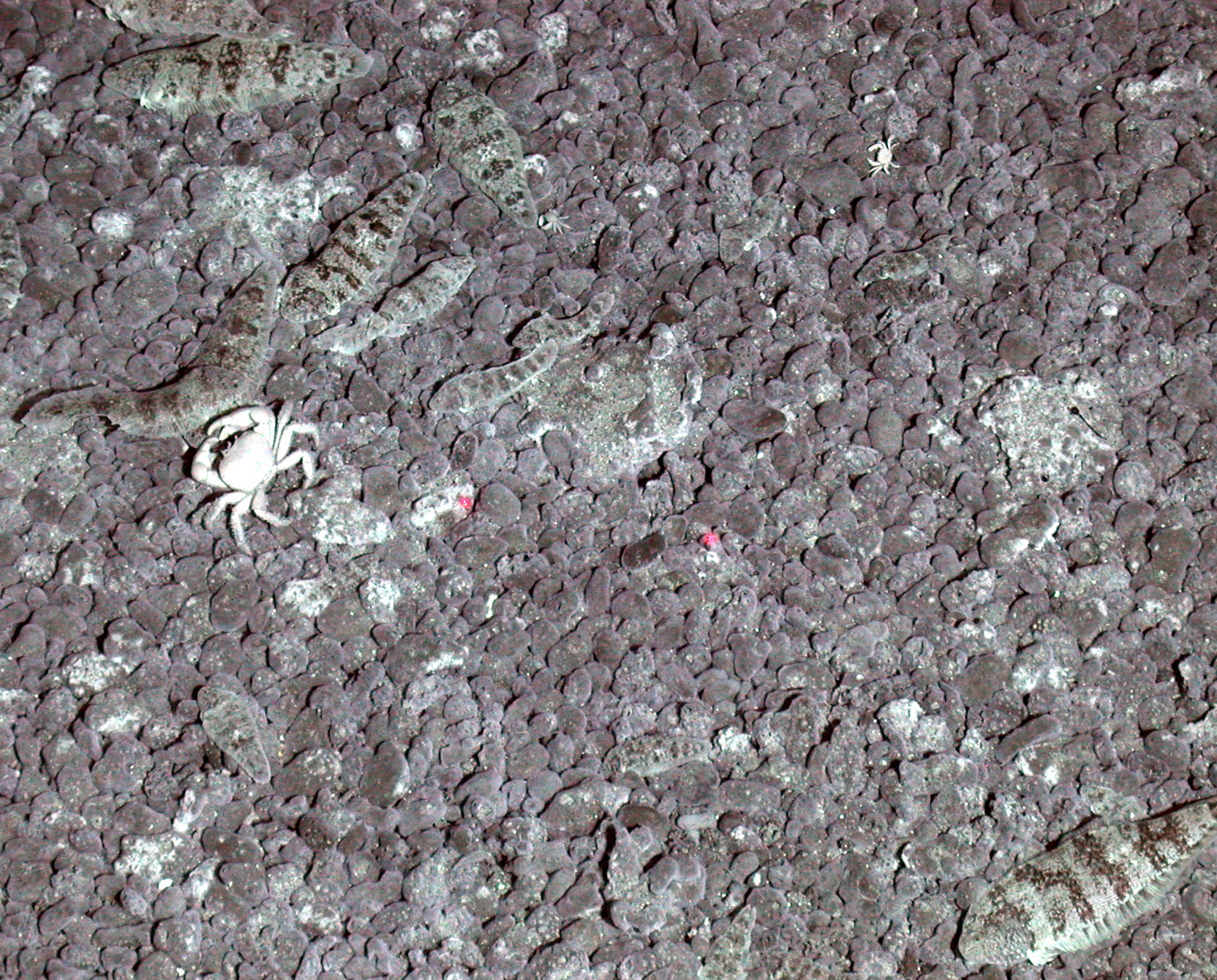
大黒海山"硫黄の釜"での本種とユノハナガニ。

海底に横たわっており、体縁をうねらせることで前後に移動できる。餌を探すため、緩い堆積物や穴に集まっていることもある。
共存種は場所によって大きく異なる。大黒海山ではオガサワラマンジ、日光海山ではトウロウオハラエビと共に生息する。ユノハナガニと共にいることもよくあり、大型のユノハナガニに攻撃されることもあるが、捉えられることはないようである。捕食圧はほとんどないと考えられ、バイオマスの多さと相俟って高い個体密度に達していると推測される。
熱水噴出孔への生理学・生化学的適応が見られ、硫酸などによる2以下のpH・溶融硫黄の高温・重金属曝露などに耐えることができる。特に、高い硫化水素濃度に耐えるため、ヘモグロビンと酸素との親和性が高くなっている。骨格では、未発達の鰭条や融合した骨が見られ、これも熱水噴出孔の環境に起因すると考えられる。

### 摂餌
餌は生息地毎にかなり異なる。大黒海山・Volcano-1 Seamountでは多毛類が主な餌である。他の個体群は甲殻類を食べ、日光海山ではオハラエビ科のトウロウオハラエビ(Opaepele loihi)、第2春日海山ではテナガエビ科が主な獲物である。ここでは待ち伏せ型捕食者であり、近づいてきたエビを襲う。大黒海山ではそれより活発であり、噴煙に接触して死んだ魚類を漁っている姿も観察される。胃から貝殻や海綿の骨片が見つかることもあり、捕獲下の観察では、餌として与えられたものはほぼ何でも食べる。他の餌生物のいない硫黄塊の上では化学合成細菌の糸状体を食べている可能性があり、事実だとすれば魚類の食性として初めてのものである。

### 繁殖
卵生で、雌は直径0.9mmの浮遊性卵を産む。発生は温度で促進され、12℃で14日・20℃で3日・26℃で1日で孵化する。仔魚には卵黄嚢があり、眼・口・消化器が完成するまで7日かかる。30日後から眼の移動が始まる。他のカレイに比べ成長が遅く、寿命は10年を超える。成長速度は餌の量に影響されるが、3年間で最大長の半分程度まで成長し、その後は遅くなる。1歳、4.4cm程度で性成熟する。